# Cornelius Krommeny
Cornelius Krommeny, auch Cornelis, Crommeny, (* im 16. Jahrhundert, vermutlich in Krommenie; † 1599) war ein niederländischer Maler und Hofmaler in Güstrow.

## Leben
Über sein Leben ist nicht viel bekannt. Er stammte vermutlich aus Krommenie, heute Ortsteil von Zaanstad. 1575 kam er nach Güstrow und blieb bis 1598 in Mecklenburg. 1574 ernannte ihn Herzog Ulrich III. von Mecklenburg-Güstrow zu seinem Hofmaler.
Er war als Porträtmaler tätig und fertigte Entwürfe für Epitaphien. 1577 übernahm er die künstlerische Ausführung des von David Chytraeus recherchierten Entwurfs eines monumentalen Stammbaums des mecklenburgischen Fürstenhauses, der bei Jacob Lucius in Rostock gedruckt wurde und die Basis für die Ausführung im Güstrower Dom bildete.

## Werke
- Auferweckung des Lazarus im Epitaph für Dr. Petrus Galbius (1574), Hauptkirche Sankt Petri (Hamburg)[1]
- Genealogie der mecklenburgischen Herzöge (1578), Landeshauptarchiv Schwerin
- Bildnis der Herzogin Elisabeth, Staatliches Museum Schwerin
- Altar der Klosterkirche Rühn (1587)
- Gedächtnisbilder für Angehörige des mecklenburgischen Herzogshauses im Doberaner Münster (1586–1589):
  - Herzog Ulrich
  - Herzog Albrecht VII.(der Schöne)
  - Herzogin Anna
- Ahnentafel Herzog Ulrichs von Mecklenburg (1593), Staatliches Museum Schwerin
- Stammbaum der pommerschen Greifenherzöge. (1598), Nationalmuseum Stettin (Muzeum Narodowe w Szczecinie).

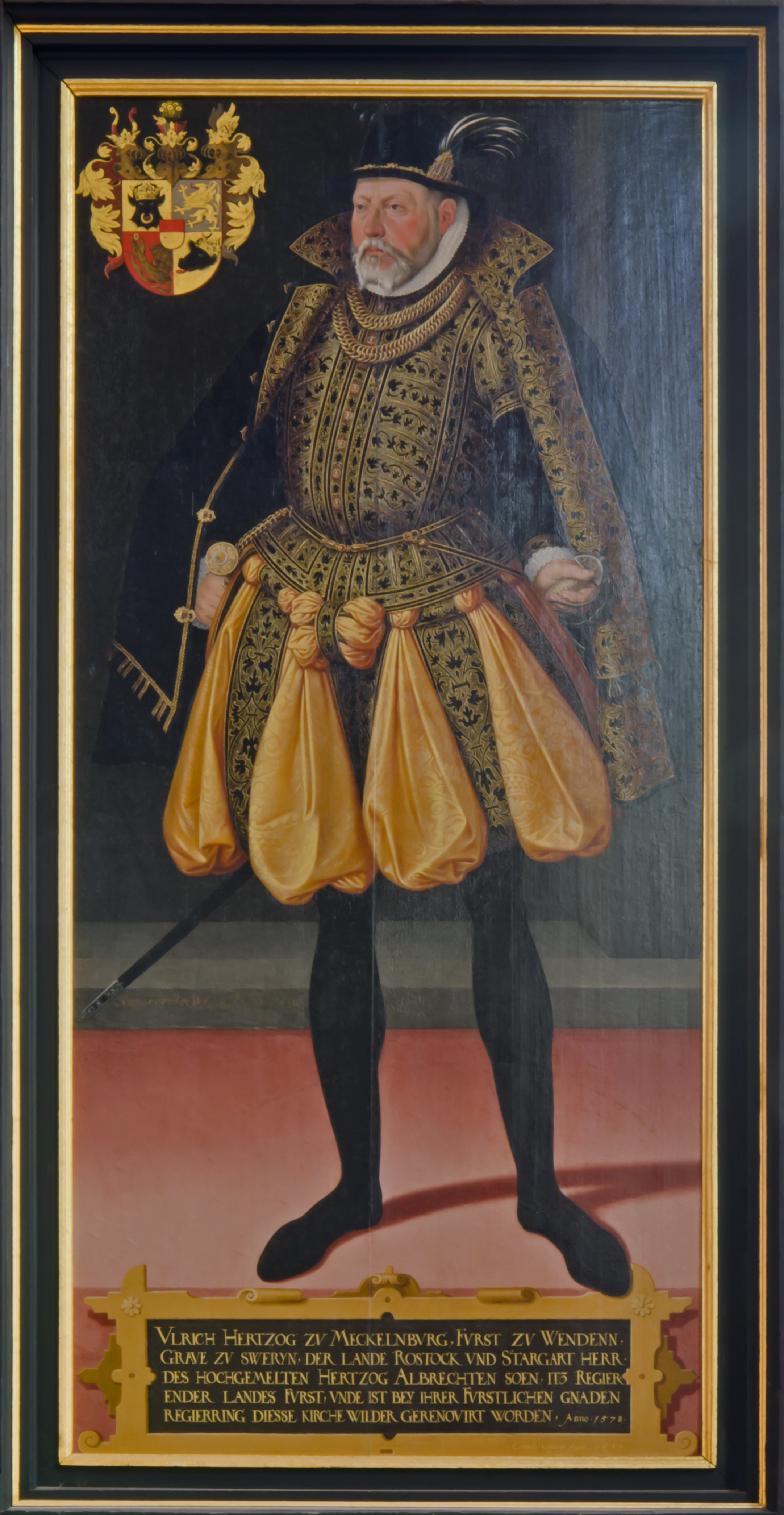
Ulrich III.
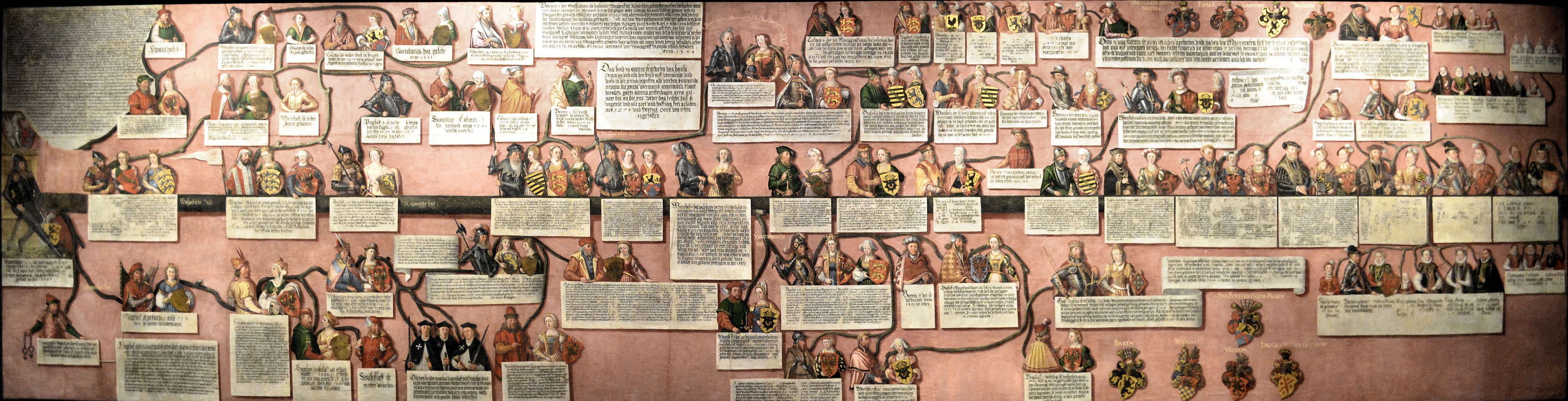
Pommersche Genealogie

Theodor Fischer-Poisson kopierte die Doberaner Herzogsbilder für die Ahnengalerie im Schweriner Schloss.